# Caitlyn Smith
Caitlyn Elizabeth Smith (13 de junio de 1986) es una cantautora de country y música estadounidense. Criada en Cannon Falls, Minnesota. Smith lanzó su primer álbum de estudio titulado Starfire, el 19 de enero de 2018 a través de la discográfica Monument Records. El 13 de marzo de 2020 sale a la venta su segundo álbum titulado Supernova. Su tercer álbum titulado High & Low salió al mercado el 14 de abril de 2023.

## Carrera musical
Ha escrito canciones que han sido grabadas por artistas como Meghan Trainor & John Legend ("Like I'm Gonna Lose You"), Kenny Rogers & Dolly Parton ("You Can't Make Old Friends"), Avicii ("Chained") y ("Love"), Miley Cyrus ("High") y más.
Lanzó el EP Starfire en julio de 2016. En enero de 2017, anunció que había firmado un contrato con el sello recientemente reformado Monument Records. Smith ha tocado en Lollapalooza, Bourbon & Beyond Festival, Americana Fest y ACL Fest.
Caitlyn fue nombrada una de las "10 nuevas artistas que debes conocer "por la revista Rolling Stone". Grabó "The Card You Gamble", el tema principal de la serie dramática Monarch, que se estrenó en 2022.

## Vida personal
Caitlyn vive en Nashville con su marido, el compositor Rollie Gaalswyk. Tienen tres hijos juntos: Thomas Miles Gaalswyk (nacido en 2016), Lewis James Gaalswyk (nacido en 2018) y Jacob Roland Gaalswyk (nacido en 2023).

## Discografía
- Starfire (2018)
- Supernova (2020)
- High & Low (2023)